# Johan Adam Tingstadius

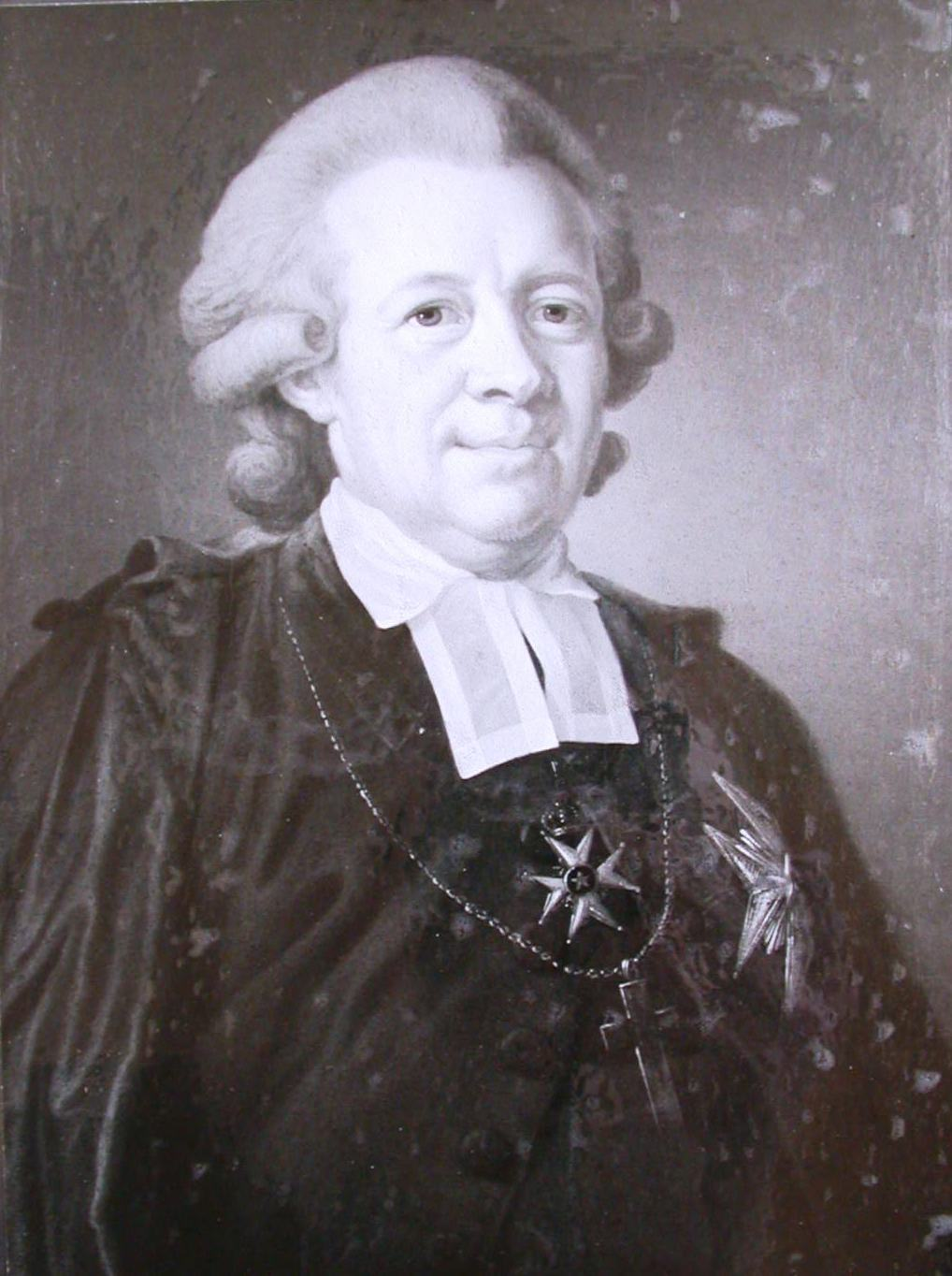
Johan Adam Tingstadius

Johan Adam Tingstadius (8 juli 1748, Lund - 10 december 1827, Strängnäs) was een Zweeds bisschop en oriëntalist en van 1794 tot zijn dood in 1827 lid van de Zweedse Academie, waar hij de plaats van Olof Celsius d.j. innam op zetel 3.
Johan Adam Tingstadius was de zoon van dominee Johan Tingstadius en Maria Elisabet Carlsten, en broer van Lars Christian Tingstadius. Reeds als kind was hij begaafd, en hij kon zich al op tienjarige leeftijd inschrijven aan de universiteit van Uppsala. In 1763 schreef hij een verhandeling over het Hebreeuws, en drie jaar later ging hij met zijn broer naar de Universiteit van Greifswald, waar hij in 1768 deelnam aan het magisterexamen. Hij maakte snel carrière aan de universiteit thuis in Uppsala toen hij terugkeerde, en hij werd professor in de oosterse talen in 1786. Vanaf 1803 was hij bisschop van Strängnäs.